# Graafschap Henneberg
Het graafschap Henneberg was een tot de Frankische Kreits behorend vorstelijk graafschap binnen het Heilige Roomse Rijk.
Na de dood van graaf Hendrik III van Henneberg (Huis der Popponen) in 1262 deelden zijn drie zoons de bezittingen:
- Herman II kreeg Aschach (uitgestorven in 1549)
- Berthold V kreeg Schleusingen (uitgestorven in 1583) met Wasungen en Themar.
- Hendrik IV kreeg Hartenberg met Römhild (uitgestorven in 1378)